# Продубіївська сільська рада
Продубіївська сільська рада — колишня адміністративно-територіальна одиниця та орган місцевого самоврядування у Брусилівському і Коростишівському районах Білоцерківської і Волинської округ, Київської та Житомирської областей Української РСР з адміністративним центром у селі Продубіївка.

## Населені пункти
Сільській раді на час ліквідації були підпорядковані населені пункти:
- с. Видумка;
- с. Горіхове;
- с. Продубіївка;
- х. Дворок.

## Населення
Кількість населення сільської ради, станом на 1924 рік, становила 2 115 осіб.

## Історія та адміністративний устрій
Створена 1923 року в складі с. Продубіївка та колонії Видумка Водотиївської волості Радомисльського повіту Київської губернії. 16 січня 1923 року підпорядковано с. Щигліївка ліквідованої Щигліївської сільської ради, с. Кропивня ліквідованої Кропивнянської сільської ради та хутори Оріхове (Горіхове) і Нове Строєніє ліквідованої Оріхівської сільської ради Водотиївської волості. 7 березня 1923 року увійшла до складу новоствореного Брусилівського району Білоцерківської округи. 13 березня 1925 року, відповідно до постанови ВУЦВК «Про розподіл території зліквідованої Малинської округи на Київщині між Київщиною й Волинню», сільську раду передано до складу Коростишівського району Житомирської (згодом — Волинська) округи. 15 червня 1926 року підпорядковано х. Осиково. 28 вересня 1925 року у с. Кропивня відновлено окрему сільську раду. Станом на 15 червня 1926 року у підпорядкуванні значився х. Пеньків (після 1926 року не значився на обліку), на 1929 рік — хутори Березове Болото, Гуральня, Заремлянка, Сільське, Хатки. 27 жовтня 1926 року у с. Щигліївка відновлено окрему сільську раду. 6 лютого 1928 року підпорядковано с. Щигліївка ліквідованої Щигліївської сільської ради. 13 червня 1930 року, відповідно до наказу Волинського ОВК № 38 «Про утворення нових сільрад у Волинській окрузі», у с. Щегліївка відновлено окрему сільську раду. На 1 жовтня 1941 року х. Гуральня значився у підпорядкуванні Щигліївської сільської ради Коростишівського району, кол. Нове Строєніє та хутори Березове Болото, Заремлянка, Осиково, Сільське і Хатки не перебували на обліку населених пунктів.
Станом на 1 вересня 1946 року сільська рада входила до складу Коростишівського району Житомирської області, на обліку в раді перебували с. Продубіївка та хутори Видумка, Горіхове і Дворок.
Ліквідована 11 серпня 1954 року, відповідно до указу Президії Верховної ради Української РСР «Про укрупнення сільських рад по Житомирській області», територію та населені пункти приєднано до складу Щигліївської сільської ради Коростишівського району Житомирської області.